# Zatonie (Lubusz)
Zatonie is een plaats in het Poolse district  Zielonogórski, woiwodschap Lubusz. De plaats maakt deel uit van de gemeente Zielona Góra en telt 392 inwoners.